# William Wallace Smith
William Wallace Smith (Lamoni, 18 novembre 1900 – Independence, 4 agosto 1989) è stato un predicatore e religioso statunitense.
Nipote di Joseph Smith (1805-1844), fu il presidente-profeta della Chiesa Riorganizzata di Gesù Cristo dei Santi degli Ultimi Giorni al 6 ottobre 1958 al 5 aprile 1978, quando assunse il titolo di presidente emerito.

## Biografia
Trascorse l'infanzia a Lamoni, nel Missouri, insieme ai genitori Joseph Smith III e la sua terza moglie Ada R. Clark. Laureatosi all'Università del Missouri nel 1924, quattro anni più tardi entrò nella RDLS, fu ordinato apostolo e il 7 aprile 1947 si unì al Consiglio dei Dodici Apostoli, dopo il congedo con onore di John W. Rushton.
Il 2 aprile 1950, Smith ottenne la nomina a consigliere della Prima Presidenza dal fratellastro Israele A. Smith e fu sostituito nel Quorum dei Dodici da Donald O. Chesworth. 

A seguito della morte dei fratelli Frederick M. Smith e Israel A. Smith, William Wallace Smith fu il terzo figlio di Joseph Smith III a diventare presidente della Comunità di Cristo.
A conclusione di un viaggio missionario mondiale nel 1960, la presidenza di W. Wallace Smith subì una svolta sostanziale in Africa, America Latina ed Estremo Oriente, con l'introduzione di innovazioni dottrinali e pratiche che orientarono la chiesa nella direzione dell'ecumenismo, del liberalismo e dell'internazionalizzazione del suo messaggio cristiano.
Se la costruzione dei templi fa parte della tradizione comune del movimento dei Santi degli Ultimi Giorni, la chiesa riformata coltivò per vari decenni l'idea di costruire un Tempio di Sion ad Independence (Independence Temple of Sion), senza avere mai definito uno specifico progetto attuativo. Nel 1972, W. Wallace pubblicò un documento che chiedeva «la definizione dello scopo e la scelta del luogo per erigere un tempio».
Smith designò suo figlio, Wallace B. Smith come suo successore nel 1976, e il 5 aprile 1978 fu il primo presidente nella storia della chiesa a dimettersi, adottando per sé stesso lo status di presidente emerito, laddove tutti i suoi predecessori erano rimasti in carica fino alla morte. Per garantire una transizione priva di problemi, WW Smith lesse una lettera di dimissioni poco tempo prima che il figlio fosse ordinato suo successore.
Smith morì a Independence, nel Missouri, il 4 agosto 1989.

## Interruzione della successione apostolica
Nel 1958, W. Wallace Smith derogò alla tradizionale dottrina RLDS della successione patrilineare, nominando Roy Cheville a sostituire suo padre nell'ufficio di Patriarca presidente, anziché Lynn Smith.
| \| \| \| \| \| \| \| \| \| Joseph Smith, Sr. 1771–1840 Presidente-patriarca (1833–40) \| Joseph Smith, Sr. 1771–1840 Presidente-patriarca (1833–40) \| Joseph Smith, Sr. 1771–1840 Presidente-patriarca (1833–40) \| Joseph Smith, Sr. 1771–1840 Presidente-patriarca (1833–40) \| Joseph Smith, Sr. 1771–1840 Presidente-patriarca (1833–40) \| Joseph Smith, Sr. 1771–1840 Presidente-patriarca (1833–40) \| \| \| Lucy Mack Smith 1776–1856 \| Lucy Mack Smith 1776–1856 \| Lucy Mack Smith 1776–1856 \| Lucy Mack Smith 1776–1856 \| Lucy Mack Smith 1776–1856 \| Lucy Mack Smith 1776–1856 \| \| \| \| \| \| \| \| \| \| \| \| \| \| \| \| \| \| \| \| \| \| Joseph Smith, Sr. 1771–1840 Presidente-patriarca (1833–40) \| Joseph Smith, Sr. 1771–1840 Presidente-patriarca (1833–40) \| Joseph Smith, Sr. 1771–1840 Presidente-patriarca (1833–40) \| Joseph Smith, Sr. 1771–1840 Presidente-patriarca (1833–40) \| Joseph Smith, Sr. 1771–1840 Presidente-patriarca (1833–40) \| Joseph Smith, Sr. 1771–1840 Presidente-patriarca (1833–40) \| \| \| Lucy Mack Smith 1776–1856 \| Lucy Mack Smith 1776–1856 \| Lucy Mack Smith 1776–1856 \| Lucy Mack Smith 1776–1856 \| Lucy Mack Smith 1776–1856 \| Lucy Mack Smith 1776–1856 \| \| \| \| \| \| \| \| \| \| \| \| \| \| \| \| \| \| \| \| \| \| \| \| \| \| \| \| \| \| \| \| \| \| \| \| \| \| \| \| \| \| \| \| \| \| \| \| \| \| \| \| \| \| \| \| \| \| \| \| \| \| \| \| \| \| \| \| \| \| \| \| \| \| \| \| \| \| \| \| \| \| \| \| \| \| Hyrum Smith 1800–1844 Presidente-patriarca (1841–44) \| Hyrum Smith 1800–1844 Presidente-patriarca (1841–44) \| Hyrum Smith 1800–1844 Presidente-patriarca (1841–44) \| Hyrum Smith 1800–1844 Presidente-patriarca (1841–44) \| Hyrum Smith 1800–1844 Presidente-patriarca (1841–44) \| Hyrum Smith 1800–1844 Presidente-patriarca (1841–44) \| Joseph Smith, Jr. 1805–1844 Presidente della Chiesa (1830–44) \| Joseph Smith, Jr. 1805–1844 Presidente della Chiesa (1830–44) \| Joseph Smith, Jr. 1805–1844 Presidente della Chiesa (1830–44) \| Joseph Smith, Jr. 1805–1844 Presidente della Chiesa (1830–44) \| Joseph Smith, Jr. 1805–1844 Presidente della Chiesa (1830–44) \| Joseph Smith, Jr. 1805–1844 Presidente della Chiesa (1830–44) \| \| \| Emma Hale Smith 1804–1879 Elect Lady \| Emma Hale Smith 1804–1879 Elect Lady \| Emma Hale Smith 1804–1879 Elect Lady \| Emma Hale Smith 1804–1879 Elect Lady \| Emma Hale Smith 1804–1879 Elect Lady \| Emma Hale Smith 1804–1879 Elect Lady \| William B. Smith 1811–1893 Presidente-patriarca (1845) \| William B. Smith 1811–1893 Presidente-patriarca (1845) \| William B. Smith 1811–1893 Presidente-patriarca (1845) \| William B. Smith 1811–1893 Presidente-patriarca (1845) \| William B. Smith 1811–1893 Presidente-patriarca (1845) \| William B. Smith 1811–1893 Presidente-patriarca (1845) \| \| \| \| \| \| \| \| \| \| Hyrum Smith 1800–1844 Presidente-patriarca (1841–44) \| Hyrum Smith 1800–1844 Presidente-patriarca (1841–44) \| Hyrum Smith 1800–1844 Presidente-patriarca (1841–44) \| Hyrum Smith 1800–1844 Presidente-patriarca (1841–44) \| Hyrum Smith 1800–1844 Presidente-patriarca (1841–44) \| Hyrum Smith 1800–1844 Presidente-patriarca (1841–44) \| Joseph Smith, Jr. 1805–1844 Presidente della Chiesa (1830–44) \| Joseph Smith, Jr. 1805–1844 Presidente della Chiesa (1830–44) \| Joseph Smith, Jr. 1805–1844 Presidente della Chiesa (1830–44) \| Joseph Smith, Jr. 1805–1844 Presidente della Chiesa (1830–44) \| Joseph Smith, Jr. 1805–1844 Presidente della Chiesa (1830–44) \| Joseph Smith, Jr. 1805–1844 Presidente della Chiesa (1830–44) \| \| \| Emma Hale Smith 1804–1879 Elect Lady \| Emma Hale Smith 1804–1879 Elect Lady \| Emma Hale Smith 1804–1879 Elect Lady \| Emma Hale Smith 1804–1879 Elect Lady \| Emma Hale Smith 1804–1879 Elect Lady \| Emma Hale Smith 1804–1879 Elect Lady \| William B. Smith 1811–1893 Presidente-patriarca (1845) \| William B. Smith 1811–1893 Presidente-patriarca (1845) \| William B. Smith 1811–1893 Presidente-patriarca (1845) \| William B. Smith 1811–1893 Presidente-patriarca (1845) \| William B. Smith 1811–1893 Presidente-patriarca (1845) \| William B. Smith 1811–1893 Presidente-patriarca (1845) \| \| \| \| \| \| \| \| \| \| \| \| \| \| \| \| \| \| \| \| \| \| \| \| \| \| \| \| \| \| \| \| \| \| \| \| \| \| \| \| \| \| \| \| \| \| \| \| \| \| \| \| \| \| \| \| \| \| \| \| \| \| \| \| \| \| \| \| \| \| \| \| \| \| \| \| \| \| Bertha Madison 1843–1896 \| Bertha Madison 1843–1896 \| Bertha Madison 1843–1896 \| Bertha Madison 1843–1896 \| Bertha Madison 1843–1896 \| Bertha Madison 1843–1896 \| \| \| Joseph Smith III 1832–1914 President-profet (1860–1914) \| Joseph Smith III 1832–1914 President-profet (1860–1914) \| Joseph Smith III 1832–1914 President-profet (1860–1914) \| Joseph Smith III 1832–1914 President-profet (1860–1914) \| Joseph Smith III 1832–1914 President-profet (1860–1914) \| Joseph Smith III 1832–1914 President-profet (1860–1914) \| \| \| Ada Clark 1871–1914 \| Ada Clark 1871–1914 \| Ada Clark 1871–1914 \| Ada Clark 1871–1914 \| Ada Clark 1871–1914 \| Ada Clark 1871–1914 \| Alexander Hale Smith 1838–1909 Presidente-patriarca (1897–1902) \| Alexander Hale Smith 1838–1909 Presidente-patriarca (1897–1902) \| Alexander Hale Smith 1838–1909 Presidente-patriarca (1897–1902) \| Alexander Hale Smith 1838–1909 Presidente-patriarca (1897–1902) \| Alexander Hale Smith 1838–1909 Presidente-patriarca (1897–1902) \| Alexander Hale Smith 1838–1909 Presidente-patriarca (1897–1902) \| David Hyrum Smith 1844–1904 \| David Hyrum Smith 1844–1904 \| David Hyrum Smith 1844–1904 \| David Hyrum Smith 1844–1904 \| David Hyrum Smith 1844–1904 \| David Hyrum Smith 1844–1904 \| \| Bertha Madison 1843–1896 \| Bertha Madison 1843–1896 \| Bertha Madison 1843–1896 \| Bertha Madison 1843–1896 \| Bertha Madison 1843–1896 \| Bertha Madison 1843–1896 \| \| \| Joseph Smith III 1832–1914 President-profet (1860–1914) \| Joseph Smith III 1832–1914 President-profet (1860–1914) \| Joseph Smith III 1832–1914 President-profet (1860–1914) \| Joseph Smith III 1832–1914 President-profet (1860–1914) \| Joseph Smith III 1832–1914 President-profet (1860–1914) \| Joseph Smith III 1832–1914 President-profet (1860–1914) \| \| \| Ada Clark 1871–1914 \| Ada Clark 1871–1914 \| Ada Clark 1871–1914 \| Ada Clark 1871–1914 \| Ada Clark 1871–1914 \| Ada Clark 1871–1914 \| Alexander Hale Smith 1838–1909 Presidente-patriarca (1897–1902) \| Alexander Hale Smith 1838–1909 Presidente-patriarca (1897–1902) \| Alexander Hale Smith 1838–1909 Presidente-patriarca (1897–1902) \| Alexander Hale Smith 1838–1909 Presidente-patriarca (1897–1902) \| Alexander Hale Smith 1838–1909 Presidente-patriarca (1897–1902) \| Alexander Hale Smith 1838–1909 Presidente-patriarca (1897–1902) \| David Hyrum Smith 1844–1904 \| David Hyrum Smith 1844–1904 \| David Hyrum Smith 1844–1904 \| David Hyrum Smith 1844–1904 \| David Hyrum Smith 1844–1904 \| David Hyrum Smith 1844–1904 \| \| \| \| \| \| \| \| \| \| \| \| \| \| \| \| \| \| \| \| \| \| \| \| \| \| \| \| \| \| \| \| \| \| \| \| \| \| \| \| \| \| \| \| \| \| \| \| \| \| \| \| \| \| \| \| \| \| \| \| \| \| \| \| \| \| \| \| \| \| \| \| Frederick M. Smith 1874–1946 Presidente-profeta (1914–46) \| Frederick M. Smith 1874–1946 Presidente-profeta (1914–46) \| Frederick M. Smith 1874–1946 Presidente-profeta (1914–46) \| Frederick M. Smith 1874–1946 Presidente-profeta (1914–46) \| Frederick M. Smith 1874–1946 Presidente-profeta (1914–46) \| Frederick M. Smith 1874–1946 Presidente-profeta (1914–46) \| Israel A. Smith 1876–1958 Presidente-profeta (1946–58) \| Israel A. Smith 1876–1958 Presidente-profeta (1946–58) \| Israel A. Smith 1876–1958 Presidente-profeta (1946–58) \| Israel A. Smith 1876–1958 Presidente-profeta (1946–58) \| Israel A. Smith 1876–1958 Presidente-profeta (1946–58) \| Israel A. Smith 1876–1958 Presidente-profeta (1946–58) \| W. Wallace Smith 1900–1989 Presidente-profeta (1958–78) \| W. Wallace Smith 1900–1989 Presidente-profeta (1958–78) \| W. Wallace Smith 1900–1989 Presidente-profeta (1958–78) \| W. Wallace Smith 1900–1989 Presidente-profeta (1958–78) \| W. Wallace Smith 1900–1989 Presidente-profeta (1958–78) \| W. Wallace Smith 1900–1989 Presidente-profeta (1958–78) \| \| \| \| \| Frederick A. Smith 1862–1954 Presidente-patriarca (1913–38) \| Frederick A. Smith 1862–1954 Presidente-patriarca (1913–38) \| Frederick A. Smith 1862–1954 Presidente-patriarca (1913–38) \| Frederick A. Smith 1862–1954 Presidente-patriarca (1913–38) \| Frederick A. Smith 1862–1954 Presidente-patriarca (1913–38) \| Frederick A. Smith 1862–1954 Presidente-patriarca (1913–38) \| Elbert A. Smith 1871–1959 Presidente-patriarca (1938–58) \| Elbert A. Smith 1871–1959 Presidente-patriarca (1938–58) \| Elbert A. Smith 1871–1959 Presidente-patriarca (1938–58) \| Elbert A. Smith 1871–1959 Presidente-patriarca (1938–58) \| Elbert A. Smith 1871–1959 Presidente-patriarca (1938–58) \| Elbert A. Smith 1871–1959 Presidente-patriarca (1938–58) \| |                                                           |                                                           |                                                           |                                                           |                                                           |                                                        |                                                        |                                                               |                                                               |                                                               |                                                               |                                                               |                                                               |                                                         |                                                         |                                                         |                                                         |                                      |                                      |                                      |                                      |                                                                 |                                                                 |                                                                 |                                                                 |                                                                 |                                                                 |                                                          |                                                          |                                                          |                                                          |                                                          |                                                          |
| |                                                           |                                                           |                                                           |                                                           |                                                           |                                                        |                                                        | Joseph Smith, Sr. 1771–1840 Presidente-patriarca (1833–40)    | Joseph Smith, Sr. 1771–1840 Presidente-patriarca (1833–40)    | Joseph Smith, Sr. 1771–1840 Presidente-patriarca (1833–40)    | Joseph Smith, Sr. 1771–1840 Presidente-patriarca (1833–40)    | Joseph Smith, Sr. 1771–1840 Presidente-patriarca (1833–40)    | Joseph Smith, Sr. 1771–1840 Presidente-patriarca (1833–40)    |                                                         |                                                         | Lucy Mack Smith 1776–1856                               | Lucy Mack Smith 1776–1856                               | Lucy Mack Smith 1776–1856            | Lucy Mack Smith 1776–1856            | Lucy Mack Smith 1776–1856            | Lucy Mack Smith 1776–1856            |                                                                 |                                                                 |                                                                 |                                                                 |                                                                 |                                                                 |                                                          |                                                          |                                                          |                                                          |                                                          |                                                          |
| |                                                           |                                                           |                                                           |                                                           |                                                           |                                                        |                                                        | Joseph Smith, Sr. 1771–1840 Presidente-patriarca (1833–40)    | Joseph Smith, Sr. 1771–1840 Presidente-patriarca (1833–40)    | Joseph Smith, Sr. 1771–1840 Presidente-patriarca (1833–40)    | Joseph Smith, Sr. 1771–1840 Presidente-patriarca (1833–40)    | Joseph Smith, Sr. 1771–1840 Presidente-patriarca (1833–40)    | Joseph Smith, Sr. 1771–1840 Presidente-patriarca (1833–40)    |                                                         |                                                         | Lucy Mack Smith 1776–1856                               | Lucy Mack Smith 1776–1856                               | Lucy Mack Smith 1776–1856            | Lucy Mack Smith 1776–1856            | Lucy Mack Smith 1776–1856            | Lucy Mack Smith 1776–1856            |                                                                 |                                                                 |                                                                 |                                                                 |                                                                 |                                                                 |                                                          |                                                          |                                                          |                                                          |                                                          |                                                          |
| |                                                           |                                                           |                                                           |                                                           |                                                           |                                                        |                                                        |                                                               |                                                               |                                                               |                                                               |                                                               |                                                               |                                                         |                                                         |                                                         |                                                         |                                      |                                      |                                      |                                      |                                                                 |                                                                 |                                                                 |                                                                 |                                                                 |                                                                 |                                                          |                                                          |                                                          |                                                          |                                                          |                                                          |
| |                                                           |                                                           |                                                           |                                                           |                                                           |                                                        |                                                        |                                                               |                                                               |                                                               |                                                               |                                                               |                                                               |                                                         |                                                         |                                                         |                                                         |                                      |                                      |                                      |                                      |                                                                 |                                                                 |                                                                 |                                                                 |                                                                 |                                                                 |                                                          |                                                          |                                                          |                                                          |                                                          |                                                          |
| |                                                           | Hyrum Smith 1800–1844 Presidente-patriarca (1841–44)      | Hyrum Smith 1800–1844 Presidente-patriarca (1841–44)      | Hyrum Smith 1800–1844 Presidente-patriarca (1841–44)      | Hyrum Smith 1800–1844 Presidente-patriarca (1841–44)      | Hyrum Smith 1800–1844 Presidente-patriarca (1841–44)   | Hyrum Smith 1800–1844 Presidente-patriarca (1841–44)   | Joseph Smith, Jr. 1805–1844 Presidente della Chiesa (1830–44) | Joseph Smith, Jr. 1805–1844 Presidente della Chiesa (1830–44) | Joseph Smith, Jr. 1805–1844 Presidente della Chiesa (1830–44) | Joseph Smith, Jr. 1805–1844 Presidente della Chiesa (1830–44) | Joseph Smith, Jr. 1805–1844 Presidente della Chiesa (1830–44) | Joseph Smith, Jr. 1805–1844 Presidente della Chiesa (1830–44) |                                                         |                                                         | Emma Hale Smith 1804–1879 Elect Lady                    | Emma Hale Smith 1804–1879 Elect Lady                    | Emma Hale Smith 1804–1879 Elect Lady | Emma Hale Smith 1804–1879 Elect Lady | Emma Hale Smith 1804–1879 Elect Lady | Emma Hale Smith 1804–1879 Elect Lady | William B. Smith 1811–1893 Presidente-patriarca (1845)          | William B. Smith 1811–1893 Presidente-patriarca (1845)          | William B. Smith 1811–1893 Presidente-patriarca (1845)          | William B. Smith 1811–1893 Presidente-patriarca (1845)          | William B. Smith 1811–1893 Presidente-patriarca (1845)          | William B. Smith 1811–1893 Presidente-patriarca (1845)          |                                                          |                                                          |                                                          |                                                          |                                                          |                                                          |
| |                                                           | Hyrum Smith 1800–1844 Presidente-patriarca (1841–44)      | Hyrum Smith 1800–1844 Presidente-patriarca (1841–44)      | Hyrum Smith 1800–1844 Presidente-patriarca (1841–44)      | Hyrum Smith 1800–1844 Presidente-patriarca (1841–44)      | Hyrum Smith 1800–1844 Presidente-patriarca (1841–44)   | Hyrum Smith 1800–1844 Presidente-patriarca (1841–44)   | Joseph Smith, Jr. 1805–1844 Presidente della Chiesa (1830–44) | Joseph Smith, Jr. 1805–1844 Presidente della Chiesa (1830–44) | Joseph Smith, Jr. 1805–1844 Presidente della Chiesa (1830–44) | Joseph Smith, Jr. 1805–1844 Presidente della Chiesa (1830–44) | Joseph Smith, Jr. 1805–1844 Presidente della Chiesa (1830–44) | Joseph Smith, Jr. 1805–1844 Presidente della Chiesa (1830–44) |                                                         |                                                         | Emma Hale Smith 1804–1879 Elect Lady                    | Emma Hale Smith 1804–1879 Elect Lady                    | Emma Hale Smith 1804–1879 Elect Lady | Emma Hale Smith 1804–1879 Elect Lady | Emma Hale Smith 1804–1879 Elect Lady | Emma Hale Smith 1804–1879 Elect Lady | William B. Smith 1811–1893 Presidente-patriarca (1845)          | William B. Smith 1811–1893 Presidente-patriarca (1845)          | William B. Smith 1811–1893 Presidente-patriarca (1845)          | William B. Smith 1811–1893 Presidente-patriarca (1845)          | William B. Smith 1811–1893 Presidente-patriarca (1845)          | William B. Smith 1811–1893 Presidente-patriarca (1845)          |                                                          |                                                          |                                                          |                                                          |                                                          |                                                          |
| |                                                           |                                                           |                                                           |                                                           |                                                           |                                                        |                                                        |                                                               |                                                               |                                                               |                                                               |                                                               |                                                               |                                                         |                                                         |                                                         |                                                         |                                      |                                      |                                      |                                      |                                                                 |                                                                 |                                                                 |                                                                 |                                                                 |                                                                 |                                                          |                                                          |                                                          |                                                          |                                                          |                                                          |
| |                                                           |                                                           |                                                           |                                                           |                                                           |                                                        |                                                        |                                                               |                                                               |                                                               |                                                               |                                                               |                                                               |                                                         |                                                         |                                                         |                                                         |                                      |                                      |                                      |                                      |                                                                 |                                                                 |                                                                 |                                                                 |                                                                 |                                                                 |                                                          |                                                          |                                                          |                                                          |                                                          |                                                          |
| Bertha Madison 1843–1896 | Bertha Madison 1843–1896                                  | Bertha Madison 1843–1896                                  | Bertha Madison 1843–1896                                  | Bertha Madison 1843–1896                                  | Bertha Madison 1843–1896                                  |                                                        |                                                        | Joseph Smith III 1832–1914 President-profet (1860–1914)       | Joseph Smith III 1832–1914 President-profet (1860–1914)       | Joseph Smith III 1832–1914 President-profet (1860–1914)       | Joseph Smith III 1832–1914 President-profet (1860–1914)       | Joseph Smith III 1832–1914 President-profet (1860–1914)       | Joseph Smith III 1832–1914 President-profet (1860–1914)       |                                                         |                                                         | Ada Clark 1871–1914                                     | Ada Clark 1871–1914                                     | Ada Clark 1871–1914                  | Ada Clark 1871–1914                  | Ada Clark 1871–1914                  | Ada Clark 1871–1914                  | Alexander Hale Smith 1838–1909 Presidente-patriarca (1897–1902) | Alexander Hale Smith 1838–1909 Presidente-patriarca (1897–1902) | Alexander Hale Smith 1838–1909 Presidente-patriarca (1897–1902) | Alexander Hale Smith 1838–1909 Presidente-patriarca (1897–1902) | Alexander Hale Smith 1838–1909 Presidente-patriarca (1897–1902) | Alexander Hale Smith 1838–1909 Presidente-patriarca (1897–1902) | David Hyrum Smith 1844–1904                              | David Hyrum Smith 1844–1904                              | David Hyrum Smith 1844–1904                              | David Hyrum Smith 1844–1904                              | David Hyrum Smith 1844–1904                              | David Hyrum Smith 1844–1904                              |
| Bertha Madison 1843–1896 | Bertha Madison 1843–1896                                  | Bertha Madison 1843–1896                                  | Bertha Madison 1843–1896                                  | Bertha Madison 1843–1896                                  | Bertha Madison 1843–1896                                  |                                                        |                                                        | Joseph Smith III 1832–1914 President-profet (1860–1914)       | Joseph Smith III 1832–1914 President-profet (1860–1914)       | Joseph Smith III 1832–1914 President-profet (1860–1914)       | Joseph Smith III 1832–1914 President-profet (1860–1914)       | Joseph Smith III 1832–1914 President-profet (1860–1914)       | Joseph Smith III 1832–1914 President-profet (1860–1914)       |                                                         |                                                         | Ada Clark 1871–1914                                     | Ada Clark 1871–1914                                     | Ada Clark 1871–1914                  | Ada Clark 1871–1914                  | Ada Clark 1871–1914                  | Ada Clark 1871–1914                  | Alexander Hale Smith 1838–1909 Presidente-patriarca (1897–1902) | Alexander Hale Smith 1838–1909 Presidente-patriarca (1897–1902) | Alexander Hale Smith 1838–1909 Presidente-patriarca (1897–1902) | Alexander Hale Smith 1838–1909 Presidente-patriarca (1897–1902) | Alexander Hale Smith 1838–1909 Presidente-patriarca (1897–1902) | Alexander Hale Smith 1838–1909 Presidente-patriarca (1897–1902) | David Hyrum Smith 1844–1904                              | David Hyrum Smith 1844–1904                              | David Hyrum Smith 1844–1904                              | David Hyrum Smith 1844–1904                              | David Hyrum Smith 1844–1904                              | David Hyrum Smith 1844–1904                              |
| |                                                           |                                                           |                                                           |                                                           |                                                           |                                                        |                                                        |                                                               |                                                               |                                                               |                                                               |                                                               |                                                               |                                                         |                                                         |                                                         |                                                         |                                      |                                      |                                      |                                      |                                                                 |                                                                 |                                                                 |                                                                 |                                                                 |                                                                 |                                                          |                                                          |                                                          |                                                          |                                                          |                                                          |
| |                                                           |                                                           |                                                           |                                                           |                                                           |                                                        |                                                        |                                                               |                                                               |                                                               |                                                               |                                                               |                                                               |                                                         |                                                         |                                                         |                                                         |                                      |                                      |                                      |                                      |                                                                 |                                                                 |                                                                 |                                                                 |                                                                 |                                                                 |                                                          |                                                          |                                                          |                                                          |                                                          |                                                          |
| Frederick M. Smith 1874–1946 Presidente-profeta (1914–46) | Frederick M. Smith 1874–1946 Presidente-profeta (1914–46) | Frederick M. Smith 1874–1946 Presidente-profeta (1914–46) | Frederick M. Smith 1874–1946 Presidente-profeta (1914–46) | Frederick M. Smith 1874–1946 Presidente-profeta (1914–46) | Frederick M. Smith 1874–1946 Presidente-profeta (1914–46) | Israel A. Smith 1876–1958 Presidente-profeta (1946–58) | Israel A. Smith 1876–1958 Presidente-profeta (1946–58) | Israel A. Smith 1876–1958 Presidente-profeta (1946–58)        | Israel A. Smith 1876–1958 Presidente-profeta (1946–58)        | Israel A. Smith 1876–1958 Presidente-profeta (1946–58)        | Israel A. Smith 1876–1958 Presidente-profeta (1946–58)        | W. Wallace Smith 1900–1989 Presidente-profeta (1958–78)       | W. Wallace Smith 1900–1989 Presidente-profeta (1958–78)       | W. Wallace Smith 1900–1989 Presidente-profeta (1958–78) | W. Wallace Smith 1900–1989 Presidente-profeta (1958–78) | W. Wallace Smith 1900–1989 Presidente-profeta (1958–78) | W. Wallace Smith 1900–1989 Presidente-profeta (1958–78) |                                      |                                      |                                      |                                      | Frederick A. Smith 1862–1954 Presidente-patriarca (1913–38)     | Frederick A. Smith 1862–1954 Presidente-patriarca (1913–38)     | Frederick A. Smith 1862–1954 Presidente-patriarca (1913–38)     | Frederick A. Smith 1862–1954 Presidente-patriarca (1913–38)     | Frederick A. Smith 1862–1954 Presidente-patriarca (1913–38)     | Frederick A. Smith 1862–1954 Presidente-patriarca (1913–38)     | Elbert A. Smith 1871–1959 Presidente-patriarca (1938–58) | Elbert A. Smith 1871–1959 Presidente-patriarca (1938–58) | Elbert A. Smith 1871–1959 Presidente-patriarca (1938–58) | Elbert A. Smith 1871–1959 Presidente-patriarca (1938–58) | Elbert A. Smith 1871–1959 Presidente-patriarca (1938–58) | Elbert A. Smith 1871–1959 Presidente-patriarca (1938–58) |